# Koło Polskie
Koło Polskie – przedstawicielstwo posłów polskich w parlamentach państw zaborczych: Austrii, Niemiec i Rosji. Koła polskie działały więc: w pruskim Landtagu, w niemieckim Reichstagu, w austriackiej Radzie Państwa i w rosyjskiej Dumie Państwowej i Radzie Państwa. Zrzeszały one posłów różnych kierunków i partii politycznych. Ze względu na ordynację wyborczą przewagę w nich mieli reprezentanci środowisk konserwatywnych i prawicowych.
Koła Polskie w Prusach i Rosji swą działalność ograniczały przede wszystkim do prób uzyskania częściowej autonomii, obrony języka polskiego, spraw szkolnych i ekonomicznych. Większy wpływ miały na politykę austriacką miały Koła Polskie w Wiedniu dzięki uzyskaniu przez Galicję stosunkowo szerokiej autonomii.
Polskie kluby poselskie w parlamentach państw zaborczych
- Koło Polskie w Radzie Państwa – parlamencie austriackim (1867–1918)
- Koło Polskie w Sejmie Pruskim – parlamencie Królestwa Prus (1848-1918)
- Koło Polskie w Reichstagu – parlamencie Rzeszy Niemieckiej (1871–1918)
- Koło Polskie w Dumie – parlamencie Cesarstwa Rosji (1906–1917)